# Pteraichnus
Pteraichnus (en griego: "huella alada") es un icnogénero que ha sido atribuido a pterosaurios. Se ha encontrado, entre otras unidades, en la formación Aztec Sandstone en Estados Unidos. Las pisadas de Pteraichnus aparecen en estratos del Jurásico Inferior.